# Helicia dongxingensis
Helicia dongxingensis là một loài thực vật có hoa trong họ Quắn hoa. Loài này được H.S. Kiu miêu tả khoa học đầu tiên năm 1995.